# 大隐石宕遗址
大隐石宕遗址是浙江省宁波市余姚市境内一处采石场遗址，位于大隐镇境内，包含长命山石宕和山王庙，2011年1月7日被纳入第六批浙江省文物保护单位。
长命山石宕开采于明代，包含英节宕、荷间宕、九层楼宕和蝙蝠宕等部分，东西范围约2公里。山王庙始建于唐代，现存建筑为清代建筑，为石工祭祀山神秀公的场所，兼做商铺、办公楼。两处遗迹为大隐石文化的代表。